# ألفوز دي يوريدو
بلدية ألفوز دي يوريدو (بالإسبانية: Alfoz de Lloredo)‏، هي إحدى بلديات منطقة كانتابريا, المصنفة على أنها مقاطعة أيضاً، في شمال إسبانيا.
يبلغ عدد سكانها 2.593 نسمة وفقاً لإحصائية سنة (2002).